# Sępica
Sępica (Psittrichas fulgidus) – gatunek średniej wielkości ptaka z rodziny sępic (Psittrichasidae), jedyny przedstawiciel rodzaju Psittrichas. Występuje w górach Nowej Gwinei. Narażony na wyginięcie.

## Taksonomia
Po raz pierwszy gatunek opisał René Lesson w 1830. Autor nadał nowemu gatunkowi nazwę Banksianus fulgidus. Obecnie (2020) Międzynarodowy Komitet Ornitologiczny (IOC) umieszcza sępicę w monotypowym rodzaju Psittrichas, opisanym w 1831 przez Lessona. Twierdził on, że holotyp pochodził od Pecqueta; znajduje to odzwierciedlenie w jednej z anglojęzycznych nazw gatunku – Pesquet's Parrot. Pecquet miał dostać go w Hawrze, a sam ptak rzekomo był przesłany jako część kolekcji okazów ptaków z Patagonii i La Platy. Lesson jednak wątpił w to i zasugerował, że raczej pochodził z Nowej Gwinei. Było to prawdą – holotyp sępicy pozyskano na Nowej Gwinei podczas podróży na statku L’Astrolabe w latach 1826–1829. Brat Renégo, Pierre Adolphe Lesson, służył na nim jako lekarz okrętowy i przyrodnik. Holotyp został przekazany do Muzeum Historii Naturalnej w Paryżu.
IOC nie wyróżnia podgatunków, podobnie jak autorzy HBW.
Kariotyp sępicy opisano w 1984; 2n=72 (przy czym może to nie być dokładna wartość).
Sępica bywa umieszczana w odrębnej podrodzinie sępic (Psittrichasinae) wraz z rodzajem Coracopsis; taką klasyfikację przedstawia na przykład Kompletna lista ptaków świata (2020). Kilka prac z dwóch pierwszych dekad XXI wieku wskazuje, że Psittrichas i Coracopsis to taksony siostrzane. W anatomii podobieństwo przedstawicieli tych dwóch taksonów zaznacza się w braku jednego z mięśni kończyny dolnej – mięśnia grzebieniowego (musculus ambiens). Przebieg tętnic szyjnych u Psittrichas i Coracopsis jest taki sam, jak u reprezentantów Poicephalus i Psittacus oraz plemienia Arini; może to wspierać hipotezę, wedle której klady Psittrichas+Coracopsis oraz Poiocephalus+Psittacus+Arini są grupami siostrzanymi.

### Etymologia

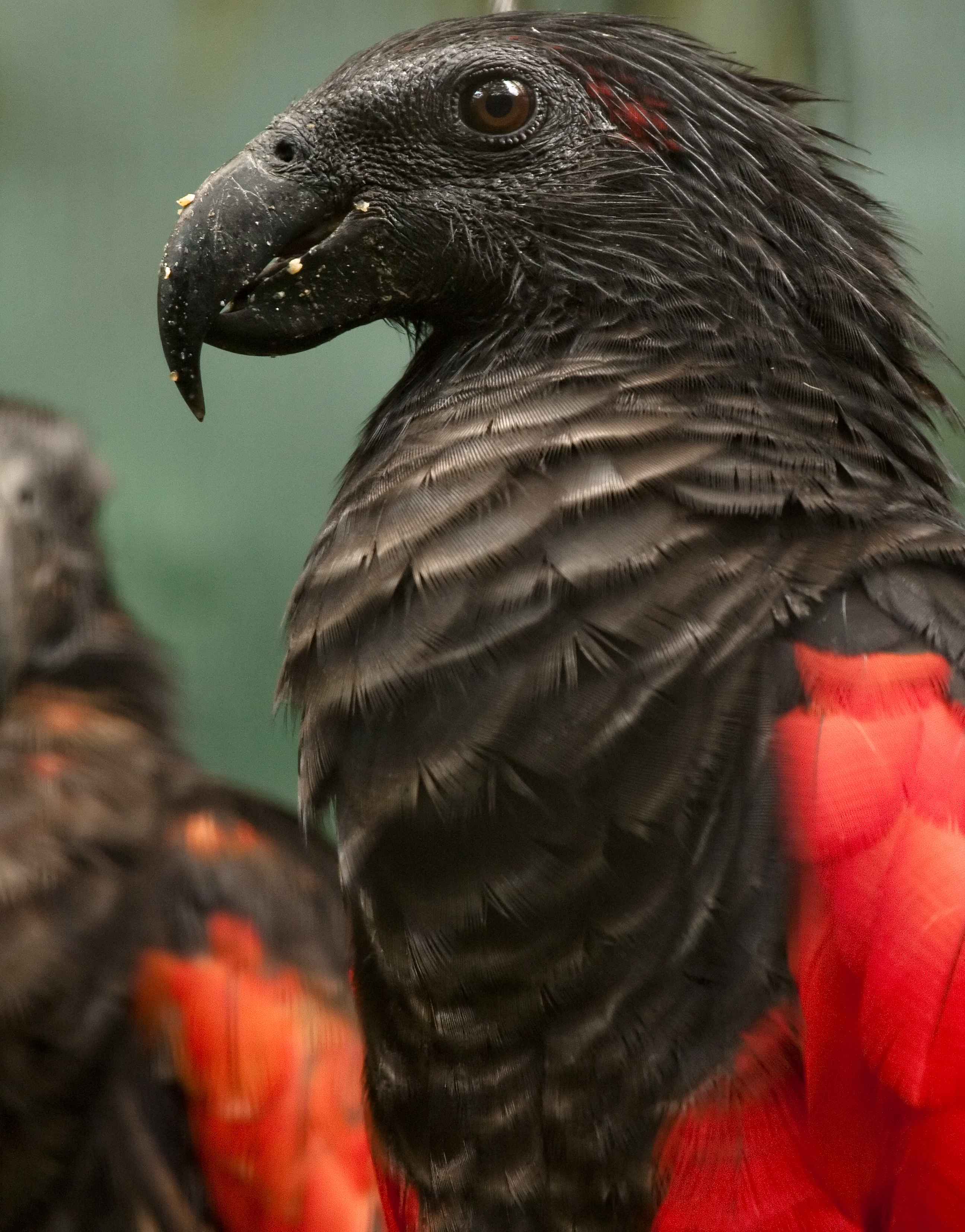

Nazwa rodzajowa Psittrichas pochodzi od greckich słów ψιττακη psittake – „papuga” i θριξ thrix, τριχος trikhos – „włosy”. Epitet gatunkowy fulgidus oznacza z łaciny „lśniący”, „błyszczący”. Nazwa zwyczajowa nawiązująca do sępów, w języku angielskim jedna z dwóch używanych (Vulturine Parrot i Pesquet's Parrot), odnosi się do nieopierzonej głowy.

## Morfologia
Długość ciała wynosi około 46 cm; masa ciała – 690–800 g. Sępice są stosunkowo dużymi papugami. W ich sylwetce zwraca uwagę smukła głowa i dziób. Mają zaokrąglone skrzydła i dość krótki, zbliżony kształtem do kwadratu ogon.
Czoło nagie, pozostała część głowy pokryta drobnymi szczeciniastymi piórami. U samców niewielki obszar nad uchem porośnięty przez sztywne czerwone pióra; u samic cała głowa jest czarna. Kark, płaszcz, grzbiet i kuper czarnobrązowe z wąskimi jasnymi obrzeżeniami piór. Pokrywy nadogonowe czerwone z czarnymi nasadami. Skrzydła z wierzchu są w większości czarne, wyróżniają się czerwone zewnętrzne duże i średnie pokrywy skrzydłowe oraz chorągiewki zewnętrzne środkowych lotek. Pierś ma bardziej brązowy kolor od grzbietu, dobrze widoczne są jasne krawędzie piór. Brzuch, boki ciała i pokrywy podogonowe czerwone. Ogon czarny.

## Zasięg występowania
Sępica występuje nieregularnie na obszarach górskich Nowej Gwinei. W niektórych regionach, szczególnie na terenie Papui-Nowej Gwinei, została wytępiona – zarówno w czasach historycznych, jak i współczesnych.
Według stanu wiedzy z 2016 roku sępice nie występują w górach Fakfak i Kumawa położonych na półwyspie Bomberai. Są one jednak ogółem słabo zbadane (podobnie jak cały obszar EBA, w którym się znajdują), częściowo niezamieszkałe i miejscami skrajnie nieprzystępne dla badaczy. Brak też stwierdzeń z gór Cyclops.

## Ekologia i zachowanie
Sępice występują w lasach porastających wzgórza i niższe partie gór oraz przyległe tereny nizinne. Odnotowywane były na wysokości od 20 do 2420 m n.p.m., przeważnie poniżej 1600 m n.p.m. Przeważnie są widywane w parach lub grupach liczących do 20 osobników, kiedy przesiadują na szczytach koron dobrze wyeksponowanych drzew lub przemieszczają się pomiędzy nimi.
Sępice wydają się wyspecjalizowane w żerowaniu na owocach figowców (Ficus) – w tym F. hesperidiiformis i prawdopodobnie F. baeuerlenii – lecz zjadają również inne miękkie owoce, w tym mango (mango indyjskie, Mangifera indica) i pandanów (Pandanus). W skład ich diety wchodzą również pąki, kwiaty i nektar szczudli (Freycinetia). Zaobserwowaną przez badaczy specjalizację w żerowaniu na figach opisywali również lokalni myśliwi. Badania prowadzone w niewoli wykazały, że sępice mają bardzo niskie zapotrzebowanie na białko. Budowa ich układu pokarmowego oraz prawdopodobny przebieg trawienia są zgodne z tymi wnioskami. Odnotowano również stosunkowo wysokie dobowe pobranie pokarmu – jego masa odpowiada blisko ¼ masy ciała ptaka.

### Lęgi
Ptaki w kondycji rozrodczej odławiano w lutym, kwietniu i maju; opierzone młode widywano w grudniu. Sępice gniazdują w dziuplach dużych drzew. Pierwszy raz gniazdo sępicy opisano w literaturze w 1994. Prawdopodobnie w zniesieniu zazwyczaj znajdują się 2 jaja. Taką liczbę stwierdzano też w hodowli. Inkubacja trwa 27–31 dni. Samiec karmi wysiadującą samicę. Pisklęta pokryte są żółto-białym puchem. Minimalny odnotowany czas od zniesienia jaja do opierzenia się młodych wynosi 76 dni.

## Status i zagrożenia
IUCN uznaje sępicę za gatunek narażony (VU, Vulnerable) na wyginięcie od 1994 (stan w 2020); wcześniej w 1988 otrzymała status gatunku bliskiego zagrożenia wyginięciem (NT, Near Threatened). BirdLife International uznaje trend liczebności populacji za prawdopodobnie spadkowy. Głównym zagrożeniem dla sępic jest odławianie ich dla piór – zdobiących między innymi rytualne nakrycia głowy – a w niektórych regionach i dla skór. Nie są jednak tak powszechnie używane, jak pióra innych gatunków. Do tego mogą służyć jako ozdoba przez dekady dzięki starannemu przechowywaniu. Odłów może nie być współcześnie tak powszechny ze względu na wprowadzenie prawa zabraniającego polowania na ptaki z użyciem środków innych niż tradycyjne, na przykład broni palnej. Wycinka zdaje się mniejszym zagrożeniem dla sępic – przeważnie nie obejmuje figowców, a do tego w lasach poddawanych wycince sępice nie są zwykle rzadziej spotykane.